# 신영국
신영국(1943년 10월 15일~)은 대한민국의 정치인이다. 제13·15·16대 국회의원을 지냈다.

## 역대 선거 결과
|  | 7.54% |

|  | 43.29% |

|  | 25.39% |

|  | 46.9% |

|  | 47.35% |

|  | 42.40% |